# Peter Hey
Peter Hey, eigentlich: Karl Hey (* 8. November 1914 in Wien; † 9. Dezember 1994 ebenda) war ein österreichischer Schauspieler, Conférencier und Kabarettist.

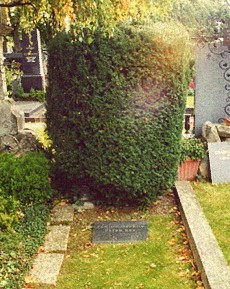
Grabstätte von Peter Hey

## Leben
Peter Hey besuchte das Gymnasium, nahm (bis 1937 als Karl Hey) Sprech- und dramatischen Unterricht in dem an der Scala Wien von deren Direktor Rudolf Beer (1885–1938) eingerichteten Seminar (Elevenschule), in dessen Rahmen er 1935 an der Aufführung von Shakespeares Sommernachtstraum sowie 1936 an Schnitzlers Liebelei (als Violinist Hans Weiring) mitwirkte. Noch im selben Jahr wurde er unter der Regie von Rudolf Beer in der Erstaufführung der Revue Salzburg –  ausverkauft! (Text: Renato Mordo, Musik: Hans Lang) besetzt.
Es folgten Auftritte an Bühnen in Innsbruck, Wien, Graz, Zürich und Bern. Am 21. April 1938 gab Charlie Peter Hey am Theater an der Wien in der Uraufführung des Stücks Gymnasiasten einen jungen illegalen Nationalsozialisten; der Abend war eine aus Anlass des Geburtstages von Adolf Hitler ausgerichtete Festveranstaltung.
Von 1939 bis 1945 wirkte Hey als Operettenbuffo und Regisseur am Linzer Landestheater. Nach dem Zweiten Weltkrieg gründete er in Linz das Kabarett „Eulenspiegel“. Als Conferencier in kabarettistischen Sendungen und humoristischer Moderator im Hörfunksender Rot-Weiß-Rot, 1948 mit Max Böhm in der Sendung „Freu Dich nicht zu früh“. Von 1972 bis 1983 war Hey Mitglied des Wiener Volkstheaters, um dort in Schönherr-Rollen, wie „Weibsteufel“, „Erde“, in Nestroy-Rollen und in Stücken von Dürrenmatt, Anouilh oder Brecht, urwienerisch seine schauspielerischen Qualitäten zu interpretieren. Er schrieb Hörspiele und inszenierte Filme (u. a. „Schwindel am Wolfgangsee“).
Er ruht in einem ehrenhalber gewidmeten Grab auf dem Hietzinger Friedhof (Gruppe 22, Nummer 27) in Wien.

## Filmografie
Auswahl:
- 1949: Kleiner Schwindel am Wolfgangsee
- 1950: Auf der Alm, da gibt’s koa Sünd
- 1951: Eva erbt das Paradies
- 1951: Schwindel im Dreivierteltakt (Wenn eine Wienerin Walzer tanzt)
- 1955: Ja, so ist das mit der Liebe (Ehesanatorium)
- 1956: Liebe, Schnee und Sonnenschein (Co-Drehbuch und Rolle)
- 1969: Bei Tag und bei Nacht (Fernsehfilm)
- 1971: Die große Glocke (Fernsehserie)
- 1971: Procryl für Rosenbach (Fernsehfilm)
- 1971: Wenn der Vater mit dem Sohne, Folge: Hexi (Fernseh-Reihe)
- 1972: Die Abenteuer des braven Soldaten Schwejk (Fernseh-Reihe)
- 1972: Briefe von gestern (Fernsehfilm)
- 1973: Hallo – Hotel Sacher… Portier!, Folge: Damen und Sachertorten (Fernseh-Reihe)
- 1973: Ein junger Mann aus dem Innviertel (Dokumentarspielfilm)
- 1978: Kain
- 1974: Tatort: Mord im Ministerium (Fernseh-Reihe)
- 1976: Jesus von Ottakring
- 1976: Unternehmen V2
- 1979: Ein echter Wiener geht nicht unter, Folge: Karrieren (Fernsehserie)
- 1984: Steinbichler Geschichten (Fernsehfilm)

## Hörspiele (Auswahl)
- 1969: Paul Verhoeven, Toni Impekoven: Das kleine Hofkonzert – Regie: Ferry Bauer (Hörspielbearbeitung – ORF Oberösterreich)
- 1976: Oskar Holesch: Schriftsteller muß man sein – Regie: Ferry Bauer (Hörspiel – ORF Oberösterreich)

## Auszeichnungen (Auszug)
- 1973/1974: Karl-Skraup-Preis für schauspielerische Leistung